# Пабло Арангіс
Пабло Арангіс (ісп. Pablo Aránguiz, нар. 17 березня 1997, Індепенденсія) — чилійський футболіст, півзахисник клубу «Уніон Еспаньйола» та національної збірної Чилі.

## Клубна кар'єра
Народився 17 березня 1997 року в Індепенденсії. Вихованець футбольної школи клубу «Уніон Еспаньйола». Дорослу футбольну кар'єру розпочав 2015 року в основній команді того ж клубу, в якій провів три сезони, взявши участь у 51 матчі чемпіонату. 
2018 року перебрався до США, ставши гравцем «Далласа». Протягом наступних років також грав на батьківщині за «Уніон Еспаньйола» та «Універсідад де Чилі» на правах оренди.
2021 року уклав повноцінний контракт з «Універсідад де Чилі», де провів ще два сезони.
Протягом 2023 року захищав кольори клубу «Ньюбленсе».
На початку 2024 року повернувся до рідного «Уніон Еспаньйола».

## Виступи за збірні
Протягом 2016–2019 років залучався до складу молодіжної збірної Чилі. На молодіжному рівні зіграв в 11 офіційних матчах, забив один гол.
2021 року, не маючи досвіду виступів за національну збірну Чилі, 19-річний гравець був включений до її заявки на тогорічний розіграш Кубка Америки в Бразилії. Дебютував за головну команду країни безпосередньо по ходу турніру.
| Дата      | Місто | Господарі | Результат | Гості   | Турнір                       | Голи | Примітки |
| --------- | ----- | --------- | --------- | ------- | ---------------------------- | ---- | -------- |
| 18-6-2021 | Куяба | Чилі      | 1 – 0     | Болівія | Копа Америка 2021 - 1-й етап | -    | 84'      |
| Усього    |       | Матчів    | 1         |         | Голів                        | 0    |          |